# McKenzie-Nunatak
Der McKenzie-Nunatak ist ein markanter, 1620 m hoher Nunatak im Norden des ostantarktischen Viktorialands. Er ragt zwischen dem McLin-Gletscher und dem Graveson-Gletscher in den Bowers Mountains auf. 
Der United States Geological Survey kartierte ihn anhand eigener Vermessungen und Luftaufnahmen der United States Navy aus den Jahren von 1960 bis 1962. Das Advisory Committee on Antarctic Names benannte ihn im Jahr 1970 nach dem Glaziologen Garry Donald McKenzie (* 1941), der zwischen 1966 und 1967 an Feldforschungen am Meserve-Gletscher teilgenommen hatte.